# Luthulenchelys
Luthulenchelys is een geslacht van straalvinnige vissen uit de familie van slangalen (Ophichthidae).

## Soorten
- Luthulenchelys heemstraorum McCosker, 2007